# اراکالا، کوئینزلند
اراکالا (به انگلیسی: Erakala) یک منطقه مسکونی در استرالیا است که در کوئینزلند واقع شده‌است.